# Ferrutxelles
Ferrutxelles és una antiga possessió del nord del terme municipal de Llucmajor, Mallorca, que actualment correspon a les terres denominades Son Saleta i Son Marió.
El topònim Ferrutxelles és d'origen mossàrab. Sembla que prové del primitiu ferrutx, que ve de ferruceu format de ferru i el sufix -uceu amb el diminutiu antic més freqüent derivat del llatí, -ellu.
Ferrutxelles era un rafal musulmà que confrontava amb la possessió de Biniferri. Documentat el 1332, pertanyia a Guillem de Santjoan. S'hi troba el puig de ses Bruixes, denominat, el segle xiv, puig de na Santjoana. El 1417 era de Pere Martí i el 1457 de Jordi Burguet, de Palma. Donà nom al torrent de Ferrutxelles i a la font de Ferrutxelles, documentada el 1307, quan es projectà una síquia per reunir les seves aigües amb les de Randa i subministrar-ne així la població de Llucmajor.